# 馬格姆城堡

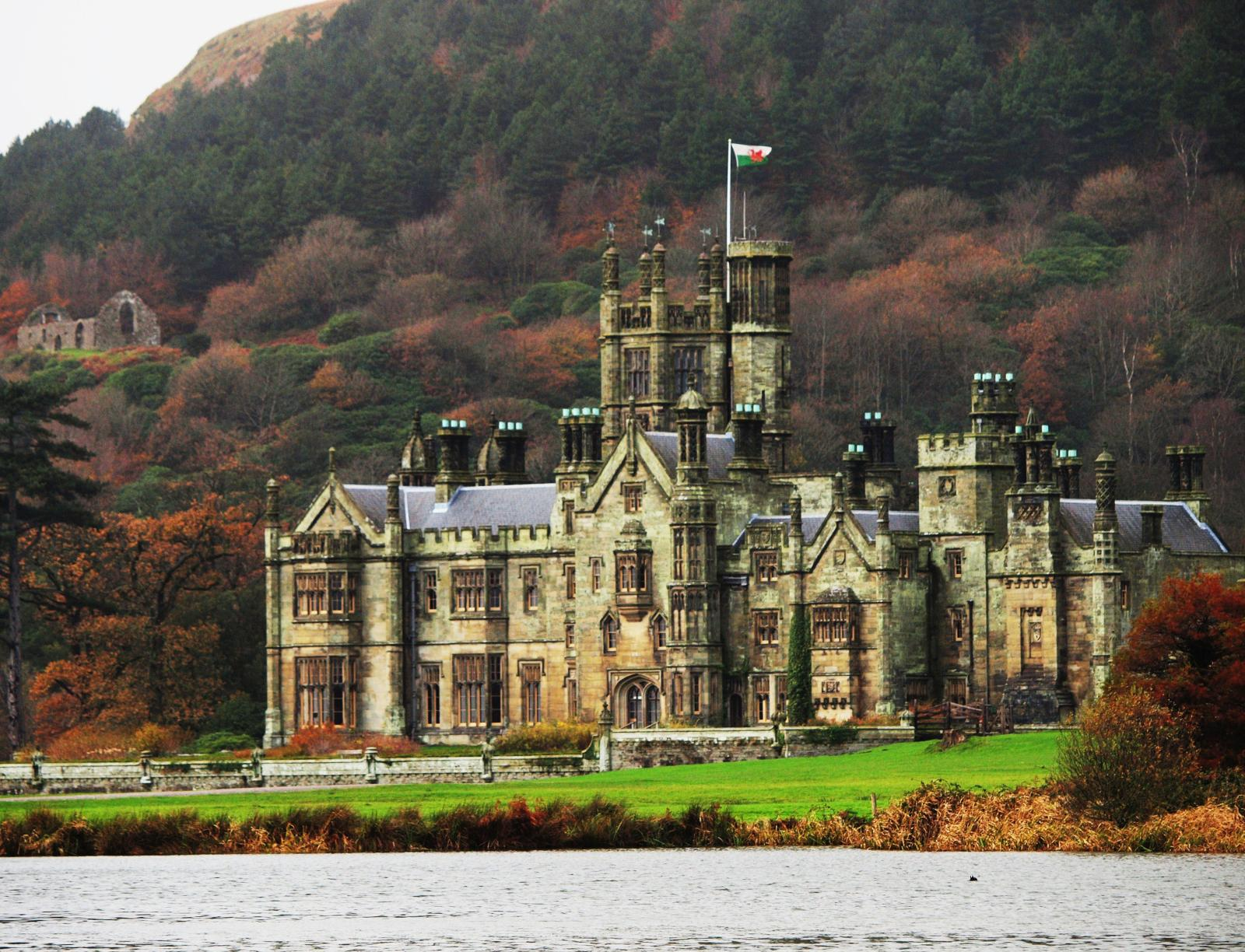

馬格姆城堡（Margam Castle）是一座位於英國威爾斯塔爾伯特港附近的英國鄉村別墅。這座城堡的設計者是Thomas Hopper，建築外觀是都鐸風格。馬格姆城堡修建於1830年至1840年，是英國的I級登錄建築。